# Allium inops
Allium inops — вид трав'янистих рослин родини амарилісові (Amaryllidaceae), ендемік Казахстану.

## Поширення
Ендемік Казахстану.